# Rhaphuma trinotata
Rhaphuma trinotata là một loài bọ cánh cứng trong họ Cerambycidae.